# Al-Hadżar (Algieria)
Al-Hadżar – miasto w północnej Algierii, w prowincji Annaba . 